# Верховна Рада Литовської РСР
Верховна Рада Литовської РСР (ВР ЛРСР) (лит. Lietuvos TSR Aukščiausioji Taryba) — вищий однопалатний орган державної влади Литовської РСР, що діяв з 1940 по 1992. Обраний прорадянським самопроголошеним народним сеймом, який розпустив законний уряд Литви (4-й сейм) та проголосив добровільне входження Литви до складу СРСР у 1940.

## Дати виборів
Вибори проходили:
- в січні 1941
- в лютому 1947
- в січні 1951
- в лютому 1955
- в березні 1959
- в березні 1963
- в березні 1967
- в червні 1971
- в червні 1975
- в лютому 1980
- в лютому 1985
- в лютому 1990

Явка виборців на всіх виборах була задекларована близькою до 90 відсотків, рекордна явка була на виборах у 1947 й склала 97,91%.
Кількість обраних депутатів була динамічною, пропорційно до кількості населення в республіці — з розрахунку 1 депутат на 10 тисяч жителів.

## Голови Верховної Ради Литовської РСР
| Ім'я                           | З               | До              | Примітки                                            |
| ------------------------------ | --------------- | --------------- | --------------------------------------------------- |
| Болесловас Баранаускас         | 25 серпня 1940  | 1951            | в період 1941–1944 перебував у РРФСР                |
| Феліксас Беляускас             | 1951            | 1955            |                                                     |
| Владас Нюнка                   | 1955            | 18 квітня 1963  |                                                     |
| Антанас Баркаускас             | 18 квітня 1963  | 24 грудня 1975  |                                                     |
| Рінґаудас-Бронісловас Сонґайла | 24 грудня 1975  | 16 січня 1981   |                                                     |
| Льонгінас Шепетіс              | Червень 1981    | 10 березня 1990 |                                                     |
| Вітаутас Ландсберґіс           | 11 березня 1990 | 11 березня 1990 | посада скасована, став головою «Відновленого Сейму» |

## Голови Президії Верховної Ради Литовської РСР
Президія ВР ЛРСР була постійно діючим органом Верховної Ради. Її голова де-юре був главою республіки. Президія в складі голови, двох заступників, секретаря і 13 інших членів були обрані під час першого засідання ВР ЛРСР). Формально у нього була абсолютна влада в Республіці, за винятком сесій ВР ЛРСР; він міг змінювати закони, ратифікувати міжнародні договори тощо. Однак, насправді ця влада була лише формальністю, оскільки де-факто абсолютна влада була в руках першого секретаря Комуністичної Партії ЛРСР.
| Ім'я                           | Від               | До                | Примітки                             |
| ------------------------------ | ----------------- | ----------------- | ------------------------------------ |
| Юстас Палецкіс                 | 25 серпня 1940    | 14 квітня 1967    | в період 1941–1944 перебував у РРФСР |
| Мотєюс Шумаускас               | 14 квітня 1967    | 24 грудня 1975    |                                      |
| Антанас Баркаускас             | 24 грудня 1975    | 18 листопада 1985 |                                      |
| Рінґаудас-Бронісловас Сонґайла | 18 листопада 1985 | 7 грудня 1987     |                                      |
| Вітаутас Астраускас            | 7 грудня 1987     | 15 січня 1990     |                                      |
| Альгірдас Бразаускас           | 15 січня 1990     | 11 березня 1990   |                                      |

## Голови Верховної Ради Литовської Республіки
Тимчасова посада, яка існувала до перетворення Верховної Ради в Сейм.
- Вітаутас Ландсберґіс (10 березня 1990 — 22 листопада 1992)